# Lægemiddelindustri
Lægemiddelindustrien eller medicinalindustrien er en fællesbetegnelse for private virksomheder, der udvikler, forsker i lægemidler, fremstiller og/eller markedsfører lægemidler.
I Danmark er lægemiddelvirksomheder samlet i brancheforeningen Lægemiddelindustriforeningen (Lif).

## Globalt salg
| Virksomhed            | Omsætning ($ million) |
| --------------------- | --------------------- |
| Pfizer                | 100,330               |
| Johnson & Johnson     | 94,940                |
| Roche                 | 66,260                |
| Merck & Co            | 59,280                |
| Abbvie                | 58,050                |
| Novartis              | 50,540                |
| Bristol Myers Squibb  | 46,160                |
| Sanofi                | 45,220                |
| AstraZeneca /         | 44,350                |
| GSK                   | 36,150                |
| Takeda                | 30,000                |
| Eli Lilly and Company | 28,550                |
| Gilead Sciences       | 27,280                |
| Bayer                 | 26,640                |
| Amgen                 | 26,320                |
| Boehringer Ingelheim  | 25,280                |
| Novo Nordisk          | 25,000                |
| Moderna               | 19,260                |
| Merck KGaA            | 19,160                |
| BioNTech              | 18,200                |